# Tamanami (tàu khu trục Nhật)
Tamanami (tiếng Nhật: 玉波) là một tàu khu trục thuộc lớp Yūgumo của Hải quân Đế quốc Nhật Bản, từng hoạt động trong Chiến tranh Thế giới thứ hai.
Tamanami được đặt lườn tại Xưởng đóng tàu Fujinagata vào ngày 16 tháng 3 năm 1942, được hạ thủy vào ngày 26 tháng 12 năm 1942 và được đưa ra hoạt động vào ngày 30 tháng 4 năm 1943.
Ngày 7 tháng 7 năm 1944, Tamanami đã hộ tống chiếc tàu chở dầu Kokuyo Maru đi từ Singapore về phía Manila, Philippines. Nó trúng phải ngư lôi phóng từ tàu ngầm Mingo của Hải quân Hoa Kỳ ở cách 280 km (170 mi) về phía Tây Tây Nam Manila, ở tọa độ 13°55′B 118°30′Đ / 13,917°B 118,5°Đ. Tamanami nổ tung và chìm với toàn bộ thủy thủ đoàn.
Tamanami được rút khỏi danh sách Đăng bạ Hải quân vào ngày 10 tháng 9 năm 1944.